# Llengua oral

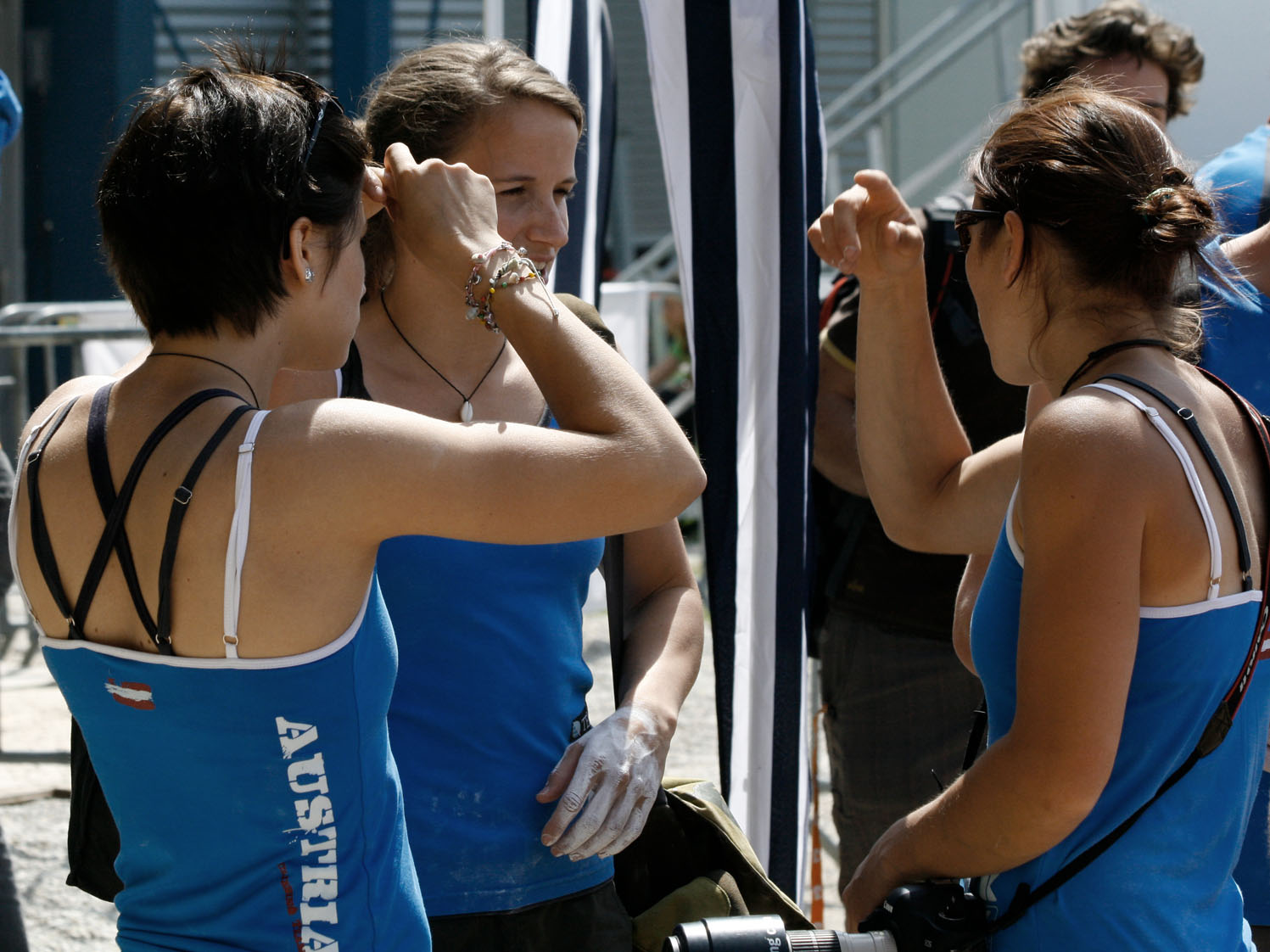
Dones comunicant-se oralment, per mitjà de la parla.

La llengua oral o comunicació oral és la transmissió oral d'un idioma, sense suport de l'escriptura. Està relacionada amb la transmissió oral de la cultura, art, tecnologia i tradicions d'un grup social. Totes les llengües naturals compten amb llengua oral i alguns a més es poden transcriure. Actualment, l'interès per l'aprenentatge i ensenyament de la llengua oral va en augment.
La comunicació oral és aquella que s'estableix entre dues o més persones, té com a mitjà de transmissió l'aire i com a codi un idioma. Cada vegada que ens comuniquem fem ús d'un llenguatge (matemàtic, gràfic, de programació, màquina, gestual, formal, simbòlic, de colors, sons, etc.), per comunicar-nos en general utilitzem la llengua mitjançant l'ús de la veu, tot i que hi ha altres opcions, com la llengua de signes. La comunicació verbal fa ús de la paraula, incloent a la comunicació oral i altres formes de comunicació, com per exemple l'escriptura.
Cada tècnica empleada amb la finalitat d'intercanviar idees té un camp d'aplicació molt variat, entre els quals figuren: el personal, social, professional, polític o científic, entre d'altres. Sigui el que sigui el moment, el lloc o la circumstància, comunicar-se és un procés inevitable de l'ésser humà.

## Característiques

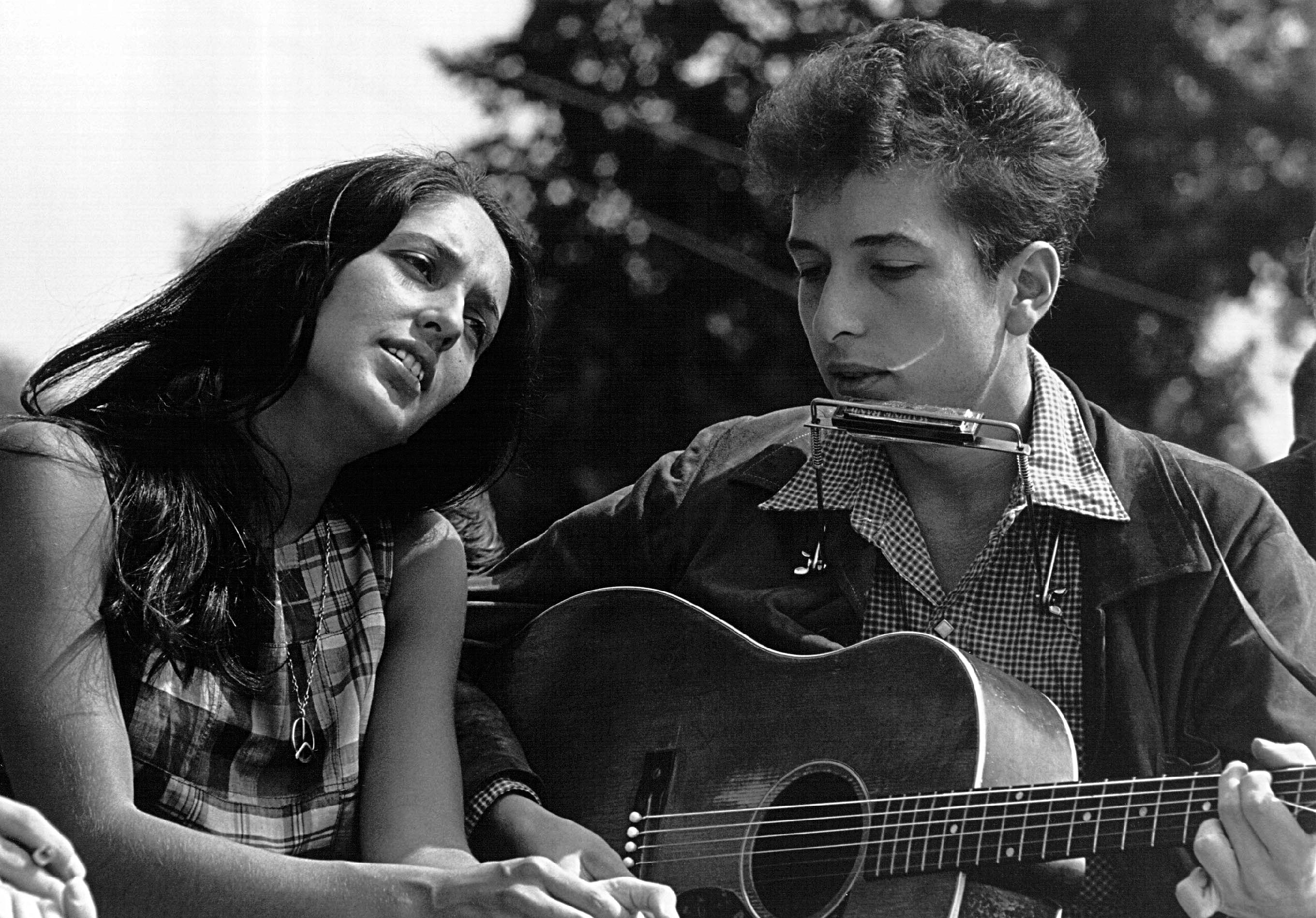
Bob Dylan, que va guanyar el premi Nobel de literatura, amb Joan Baez

La llengua oral acostuma a tenir les següents característiques:
- és més espontània i subjecta a variació personal
- assimila més ràpidament les innovacions (neologismes, modes, canvis en el sistema)
- presenta més abundància de registres poc formals
- admet amb més facilitat incorreccions normatives
- es recolza en la comunicació no verbal per omplir llacunes informatives

## Actes de parla

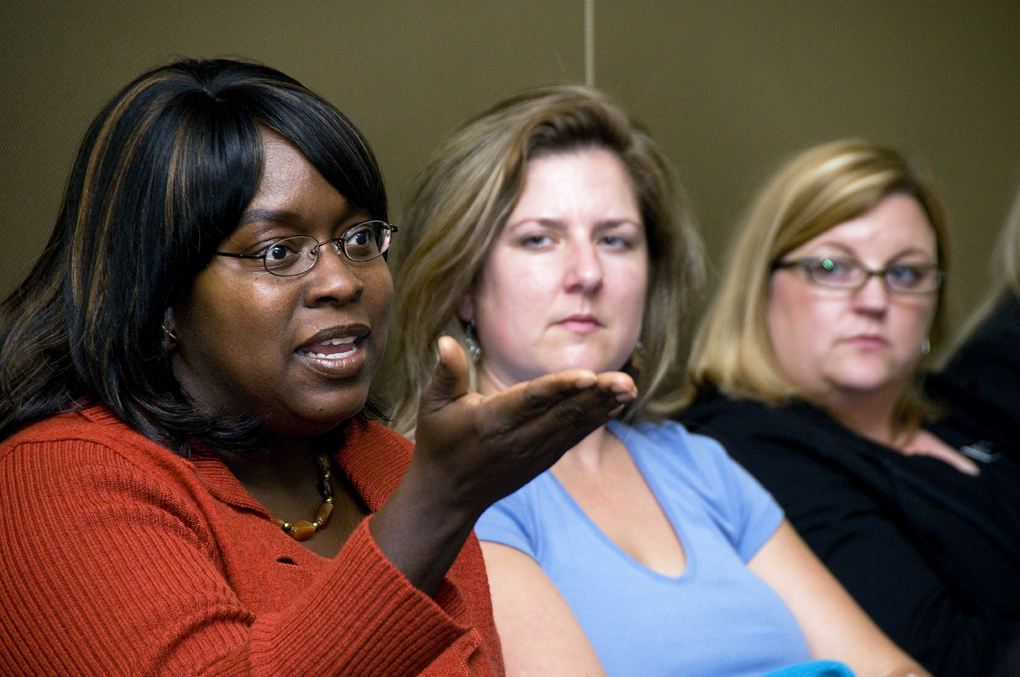
Acte de parla

Un acte de parla és un tipus d'acció que involucra l'ús de la llengua natural i està subjecta a cert nombre de regles convencionals generals i/o principis pragmàtics de pertinència.
La pragmàtica de Peter Strawson i John Searle considera que «acte de parla» es refereix usualment al mateix que es designa amb «acte il·locutiu», terme al seu torn encunyat per John L. Austin.
D'acord amb Austin, l'«acte il·locutiu» es dona en la mesura en què l'enunciació constitueix, per si mateixa, cert acte, entès com a transformació de les relacions entre els interlocutors o amb els referents. Un exemple clàssic és que en dir «ho prometo» o «sí, accepto» (en una cerimònia matrimonial) estem, alhora que parlant, realitzant l'acte. En aquest sentit, el "acte de parla", és a dir, l'emissió de l'enunciat pot realitzar-se en forma oral o escrita, sempre que es dugui a terme la realització d'una acció mitjançant paraules.
Efectuar un acte de parla, expressant una oració correcta gramaticalment i amb sentit, implica un compromís amb l'entorn. Un acte de parla pot ser: sol·licitar informació, oferir, disculpar-se, expressar indiferència, expressar grat o desgrat, amenaçar, convidar, pregar, etc.

### Nivells elementals
L'acte de parla consta de tres nivells elementals:
- Acte locutiu: És un acte que consistent a dir alguna cosa, es denomina així al fet simple de parlar que realitza un ésser humà (també se l'anomena acte de parla locutori).
- Acte il·locutiu: És la intenció del parlant, la seva finalitat. (També es denomina acte de parla il·locutori), exemples d'aquest tipus d'actes són felicitar o agrair.
- Acte perlocutiu: Són els efectes o conseqüències que causen els actes il·locutius. Té en compte la reacció en parlar o escriure que realitza un ésser humà.

Segons Searle, les forces il·locucionals d'un acte de parla poden descriure's seguint regles o condicions d'identificació, donades tant per les circumstàncies com pel propòsit que se segueix en diferents actes il·locucionaris.

### Tipus
També, els actes de parla es poden dividir en dos tipus:
- Actes directes: són aquells enunciats en els quals l'aspecte locutiu i il·locutiu coincideixen, és a dir, s'expressa directament la intenció.
- Actes indirectes: són aquelles frases en les quals l'aspecte locutiu i il·locutiu no coincideixen, per tant la finalitat de l'oració és diferent al que s'expressa directament.

Searle, qui va seguir l'anàlisi d'Austin sobre els enunciats d'acció o «performatius» i es va centrar en el que aquell hi havia anomenat actes il·locucionaris (actes que es realitzen dient alguna cosa), va desenvolupar la idea que diverses oracions amb el mateix contingut proposicional poden diferir en la seva força il·locucional, segons es presentin com una asseveració, una pregunta, una ordre o una expressió de desig.

## Principis de cooperació de Grice

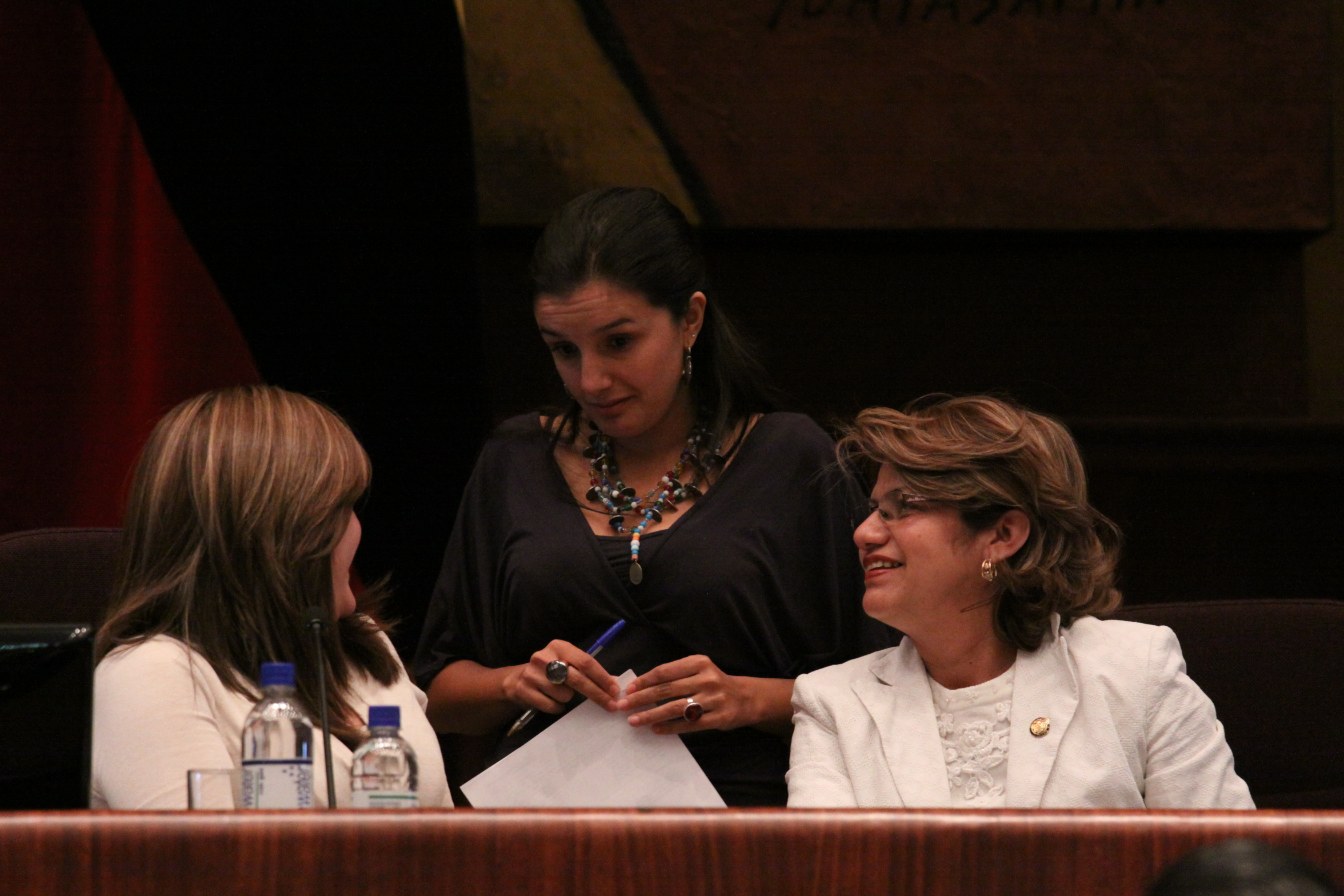
Una conversa

Paul Grice va formular el seu estat de fase de cooperació per a tota activitat d'intercanvi, però ho va especificar en referència a la comunicació oral: «Fes la teva contribució conversacional tal com és requerida al moment en què ocorre i d'acord amb la finalitat prèviament acceptada de l'intercanvi en què t'hagis implicat».
En ocupar-nos del principi de cooperació de Paul Grice entenem que el principal objectiu del filòsof era el descobriment d'unes regles pragmàtiques presents en qualsevol llenguatge discursiu que possibilitin aquest acte lingüístic. D'aquesta manera podem establir una espècie d'acord entre els interlocutors que desenvolupen una conversa, ja sigui escrita o dialogada, pel qual delimiten i defineixen un «contracte lingüístic» que posseeix unes «màximes» determinades. Acudint expressament a les paraules del propi Paul Grice trobem la següent afirmació:
- "Els nostres intercanvis comunicatius (…) són característicament, almenys en certa manera, esforços de cooperació; i cada participant reconeix en ells, en cert grau, un propòsit o conjunt de propòsits comuns, o, almenys, una adreça acceptada mútuament (…) En cada fase, alguns possibles moviments conversacionals serien rebutjats per conversacionalment inadequats. Podríem, doncs, formular un principi general aproximatiu que s'espera que sigui observat pels participants (en igualtat de circumstàncies), és a dir: faci que la seva contribució a la conversa sigui la requerida, en cada frase que es produeixi, pel propòsit o l'adreça mútuament acceptats de l'intercanvi comunicatiu en el qual està vostè involucrat".[3]

Segons Grice, existeixen quatre màximes implicatives que han de complir-se per dur a terme una bona comunicació oral: Qualitat, quantitat, rellevància i manera.
Encara que existeixen certes ocasions en les quals està permès complir aquestes màximes: Violació encoberta d'alguna màxima, supressió oberta de les màximes i del principi de cooperació, conflicte a col·lisió entre màximes i burla de les màximes produïdes pel no respecte de la màxima que produeix una inferència diferent a la qual cridem implicació anòmala de perfil de Grice.

## Competència pragmàtica

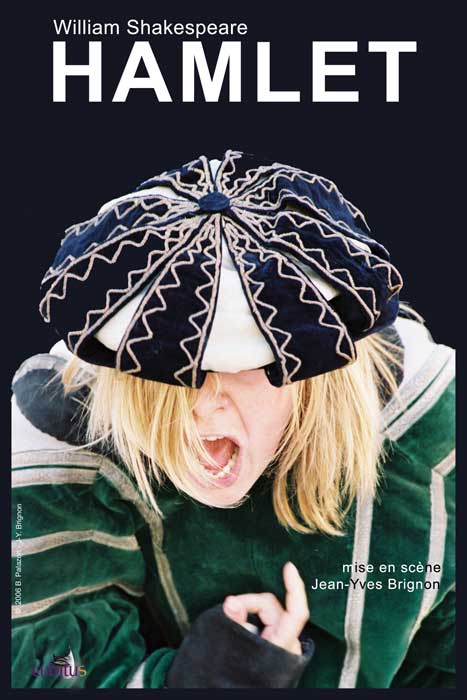
Shakespeare no només va crear nombrosos enunciats sinó que va inventar paraules, per exemple per mitjà de sufixos, que avui dia s'usen a la llengua anglesa quotidiana.

El procés de competència pragmàtica és nomenat per Noam Chomsky, en un article de 1978, com a complement a la competència gramatical, que era des de 1957 una de les idees fonamentals del generativisme. La psicologia cognitiva diferència entre conductisme i cognitivisme. Per fonamentar la perspectiva cognitiva del llenguatge, Noam Chomsky va proposar tres idees fonamentals:
- Creativitat: El parlant és capaç de construir infinits enunciats a partir d'un nombre infinit de regles.
- Competència / actuació: La competència és el coneixement implícit que tot parlant/oïdor ideal té del codi, i l'actuació és la posada en funcionament de la competència en situacions lingüístiques concretes. Encara que sense exacta correspondència, aquest binomi s'assembla al binomi de Saussure, llengua / parla, en el qual llengua és l'abstracte i parla el concret. Labov parla de la paradoxa "saussuriana": «Aquests doblets assumeixen que les dades concretes no són interessants per la seva falta de sistematització i per la seva variabilitat».

La diferència és que l'estructuralisme sempre va assumir que la descripció del sistema, encara que fos l'objectiu, solament podia aconseguir-se des de les dades del parla. El generativisme, en canvi, en la seva obstinació per rebutjar el que fos “conductual”, ignora les dades concretes en la seva pretensió de descriure solament la competència. La clau estaria en la introspecció del lingüista. S'assumeix que el lingüista és parlant i, per tant, té accés a les estructures profundes i el seu criteri com a parlant és acceptat amb valor metalingüístic.

### Estructures profunda i superficial

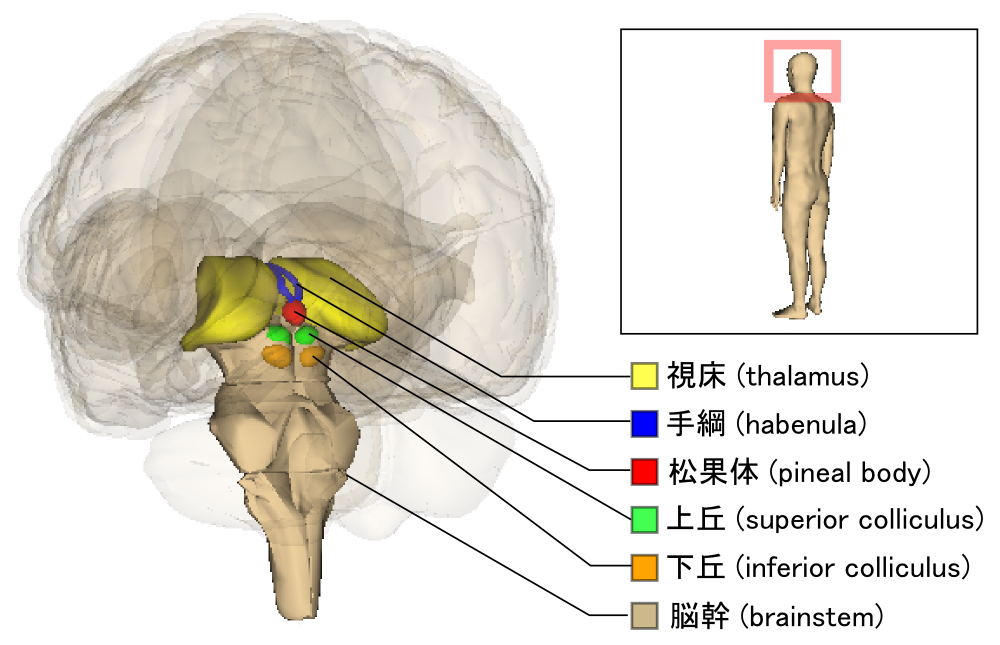
En color vermell, la glàndula pineal

Un dels conceptes terminològics propis dels primers models generativistes és la distinció entre estructures profundes i superficials. L'objectiu de la gramàtica generativa és, de fet, explicar la transformació “parsing” des de certa estructura lògica o profunda (propera al pensament) en una estructura lingüística concreta, a la qual criden estructura superficial. S'assumeix, per exemple, que una oració activa i el seu corresponent passiva són dues superficials associades a una mateixa estructura profunda.
Al costat d'aquestes dues, en els anys setanta es proposa també una estructura lineal que distribueix els elements en la cadena d'ordre de paraules, i més tard una estructura enunciativa que reflecteix el concepte de competència pragmàtica incorporant parlant i oïdora al procés d'expressió.
Aquestes dues estructures estan allotjades en el cerebel, en una part coneguda com a glàndula pineal. És necessari beure aigua per no alterar aquesta glàndula i no es vegi afectada l'anàlisi en l'estructura profunda i ni la superficial.